# Oroetes flavicollis
Oroetes flavicollis is een keversoort uit de familie bladkevers (Chrysomelidae). De wetenschappelijke naam van de soort werd in 1888 gepubliceerd door Martin Jacoby.